# Eyes Wide Open (album của Twice)
| Đánh giá chuyên môn | Đánh giá chuyên môn |
| Nguồn đánh giá      | Nguồn đánh giá      |
| Nguồn               | Đánh giá            |
| ------------------- | ------------------- |
| Beats Per Minute−   | 79/100              |
| IZM                 | [ 4 ]               |

Eyes Wide Open (viết cách điệu là Eyes wide open) là album phòng thu thứ hai (tổng cộng là thứ tư) của nhóm nhạc nữ Hàn Quốc Twice. Được phát hành bởi JYP Entertainment và Republic Records vào ngày 26 tháng 10 năm 2020, album bao gồm 13 bài hát bao gồm bài hát chủ đề "I Can't Stop Me", và được phát hành vào tuần kỷ niệm 5 năm debut của họ. Thành viên Jeongyeon không thể tham gia các hoạt động của Twice cho album này vì lý do sức khỏe.

## Bối cảnh
Album được công bố vào ngày 1 tháng 10 thông qua tài khoản SNS chính thức của Twice, cùng với ngày phát hành và lịch trình quảng bá. Vào ngày 6 tháng 10, tên của album được công bố, vào ngày 10 tháng 10, danh sách bài hát và bài hát chủ đề "I Can't Stop Me" đã được tiết lộ. Vào ngày 11 tháng 10, ba hình ảnh teaser của nhóm đã được phát hành cùng với bìa album kỹ thuật số.

## Phong cách âm nhạc
Thành viên Momo của Twice cho biết, "Đây là lần đầu tiên chúng tôi thử nghiệm với phong cách retro với album này...bài hát chủ đề của chúng tôi, 'I Can't Stop Me' đặc biệt thể hiện concept retro với các nốt synth mà bạn có thể nghe thấy trong suốt bài hát."

## Sáng tác
Các thành viên Jihyo, Sana, Dahyun, Chaeyoung và Nayeon đã tham gia vào phần phổ lời cho các bài hát trong album. Ngoài ra J.Y.Park, Dua Lipa, MNEK, Heize cũng góp phần vào việc sáng tác. Nhưng nhóm không chỉ kiểm soát sáng tạo nhiều hơn, họ còn đang chinh phục những âm thanh mới. Từ "Go Hard" và "Queen", phong cách city-pop của "Say Something", cộng với dance-pop đen tối của "Hell in Heaven", Twice rõ ràng đang muốn chứng minh rằng họ có thể xử lý mọi thứ.

## Track listing
Tham khảo từ website chính thức của nhóm.
| STT              | Nhan đề           | Phổ lời                                | Phổ nhạc                                                              | Arrangement                         | Thời lượng |
| ---------------- | ----------------- | -------------------------------------- | --------------------------------------------------------------------- | ----------------------------------- | ---------- |
| 1.               | "I Can't Stop Me" | J. Y. Park "The Asiansoul" Shim Eun-ji | Melanie Fontana Michel "Lindgren" Schulz A Wright                     | Lindgren                            | 3:25       |
| 2.               | "Hell in Heaven"  | Shim Eun-ji Lee Hae-sol                | Shim Eun-ji Lee Hae-sol Linnea Södahl                                 | Shim Eun-ji Lee Hae-sol             | 3:00       |
| 3.               | "Up No More"      | Jihyo                                  | Lee Woo-min "collapsedone" Julia Ross Kyrsta Youngs                   | Lee Woo-min "collapsedone"          | 3:34       |
| 4.               | "Do What We Like" | Sana                                   | Rod Radwagon Grace Barker Josh Record Jarly                           | Radwagon Barker Record              | 2:59       |
| 5.               | "Bring It Back"   | Dahyun                                 | earattack Gongdo Laurell Barker Katya Edwards                         | earattack Gongdo                    | 3:28       |
| 6.               | "Believer"        | Kenzie                                 | Kenzie Greg Bonnick Hayden Chapman Alice Penrose                      | Kenzie LDN Noise Penrose            | 3:16       |
| 7.               | "Queen"           | Dahyun                                 | JinbyJin Cazzi Opeia Ellen Berg                                       | JinbyJin                            | 3:13       |
| 8.               | "Go Hard"         | Friday (Galactika*)                    | Grace Tither Carl Ryden Ki Fitzgerald Paul Harris                     | Tither Ryden Fitzgerald Harris      | 3:01       |
| 9.               | "Shot Clock"      | Kim Yeon-seo                           | Jonatan Gusmark Ludvig Evers Kim Yeon-seo Cazzi Opeia Ellen Berg      | Moonshine                           | 3:29       |
| 10.              | "Handle It"       | Chaeyoung                              | Adrian X Elizabeth Loughrey Ryan Ashley Uzoechi Emenike Armadillo     | Armadillo                           | 2:51       |
| 11.              | "Depend on You"   | Nayeon                                 | Candace Sosa Jordan "DJ Swivel" Young Sean R Mullen James Kaye Miller | Sosa DJ Swivel Mullen Miller OranJi | 3:18       |
| 12.              | "Say Something"   | Jung Ho-hyun (e.one) Iki               | Jung Ho-hyun (e.one) Iki                                              | Jung Ho-hyun (e.one) Iki            | 4:07       |
| 13.              | "Behind the Mask" | Heize                                  | Sam Klempner Jacob Attwooll Josh Record Dua Lipa                      | Klempner Attwooll                   | 3:38       |
| Tổng thời lượng: | Tổng thời lượng:  | Tổng thời lượng:                       | Tổng thời lượng:                                                      | Tổng thời lượng:                    | 43:29      |

## Sản xuất album
Được viết từ chú thích ở dưới album.

### Địa điểm
Thu âm
- JYPE Studios, Seoul, South Korea

Phối nhạc
- Mirrorball Studios, North Hollywood, California
- Studio Ddeep Kick, Seoul, South Korea
- GLAB Studio, Seoul, South Korea
- 821 Sound, Seoul, South Korea
- KLANG Studio, Seoul South Korea
- JYPE Studios, Seoul, South Korea

Mastering
- Sterling Sound, New York City, New York
- 821 Sound Mastering, Seoul, South Korea

### Thành phần tham gia
- J.Y. Park "The Asiansoul" - producer
- Kim Yeo-joo (Jane Kim) - music (A&R)
- Choi Eun-su - music admin (A&R)
- Kim Ji-hyeong - production (A&R)
- Hwang Mi-hyeon - production (A&R)
- Kim Yu-ju - production (A&R)
- Cha Yun-jin - production (A&R)
- Seo Yeon-ah - design (A&R), album art director
- Lee Seo-yeon - design (A&R), album art director
- Shin Sae-rom - admin (A&R)
- Kim So-ra - admin (A&R)
- Choi Hye-jin - recording engineer, digital editor (on "Handle It")
- Eom Se-hee - recording engineer
- Lee Sang-yeop - recording engineer, digital editor (on "I Can't Stop Me")
- Park Eun-jeong - recording engineer
- Lee Tae-seop - recording and mixing engineer
- Tony Maserati - mixing engineer
- Yoon Won-kwon - mixing engineer
- Shin Bong-won - mixing engineer
- Master Key - mixing engineer
- Ku Jong-pil - mixing engineer
- Im Hong-jin - mixing engineer, digital editor (on "Go Hard")
- Jordan "DJ Swivel" Young - mixing engineer
- David K. Younghoon - assistant mixing engineer
- Chris Gehringer - mastering engineer
- Kwon Nam-woo - mastering engineer
- Tiger Cave Studios - video director
- Lee Gi-baek - video executive producer
- Kim Ju-seon (AJ) - video co-producer
- Kim Eui-mil - photographer
- Yoon Bo-ram - assistant photographer
- Park Gyu-tae - assistant photographer
- Park Hyun-kyung - assistant photographer
- Jung Nan-young at Lulu - hair director
- Son Eun-hee at Lulu - hair director
- Choi Ji-young at Lulu - hair director
- Im Jin-hee at Lulu - hair director
- Jo Sang-ki at Lulu - makeup director
- Zia at Lulu - makeup director
- Won Jung-yo at BIT&BOOT - makeup director
- Choi Gyeong-won at F9ISSUE - style director
- Narae (GRAEY) - album & web designer
- Jung Hae-jin - album & web designer
- Shin Hyun-kuk - management & marketing director
- Jonte Moaning - choreographer
- Kiel Tutin - choreographer
- Leejung Lee - choreographer
- Twice - lead vocals
- Michel "Lindgren" Schulz - programming, bass, synthesizer
- Perrie - background vocals (on "I Can't Stop Me", "Up No More")
- Shim Eun-ji - vocal director, digital editing (on "I Can't Stop Me"), keyboard (on "Hell in Heaven")
- Lee Hae-sol - synthesizer (on "Hell in Heaven")
- Sophia Pae - background vocals (on "Hell in Heaven", "Do What We Like", "Bring it Back", "Go Hard", "Handle It", "Depend on You", "Behind the Mask"), vocal director (on "Do What We Like",)
- Lee Woo-min "collapsedone" - programming, all instruments, digital editor (on "Up No More")
- Julia Ross - vocal arranger (on "Up No More")
- Krysta Youngs - vocal arranger (on "Up No More")
- Kim Yeon-seo - vocal director (on "Up No More", "Bring it Back", "Believer", "Queen", "Go Hard", "Shot Clock", "Handle It", "Depend on You"), background vocals (on "Believer", "Queen", "Shot Clock", "Behind the Mask")
- Jeong Yu-ra at Anemone Studio - digital editor (on "Do What We Like", "Bring it Back", "Believer", "Queen", "Go Hard", "Shot Clock", "Handle It", "Depend on You", "Behind the Mask")
- earattack - all instruments, background vocals (on "Bring it Back")
- Gongdo - all instruments (on "Bring it Back")
- Armadillo - programming (on "Handle It")
- Adam Rust - guitar (on "Handle It")
- Adrian X - guitar (on "Handle It")
- Jung Sang-min - keyboard (on "Handle It")
- Lee Seong-chan - bass (on "Handle It")
- Candace Sosa - guitar (on "Depend on You")
- Iki - vocal director, recording engineer, guitar (on "Say Something")
- Jung Ho-hyeon - keyboard (on "Say Something")
- Choi Hun - bass (on "Say Something")
- Kim So-hyun - chorus (on "Say Something")

## Bảng xếp hạng
| Chart (2020–2021)          | Peak position |
| -------------------------- | ------------- |
| 176                        | 176           |
| 41                         | 41            |
| Japanese Albums (Oricon)   | 3             |
| South Korean Albums (Gaon) | 2             |
| 37                         | 37            |
| 72                         | 72            |
| 2                          | 2             |

## Chứng chỉ
| Quốc gia                                  | Chứng nhận | Số đơn vị/doanh số chứng nhận |
| ----------------------------------------- | ---------- | ----------------------------- |
| Hàn Quốc (KMCA)                           | Platinum   | 250.000^                      |
| ^ Chứng nhận dựa theo doanh số nhập hàng. |            |                               |